# Charlotte Wahlström

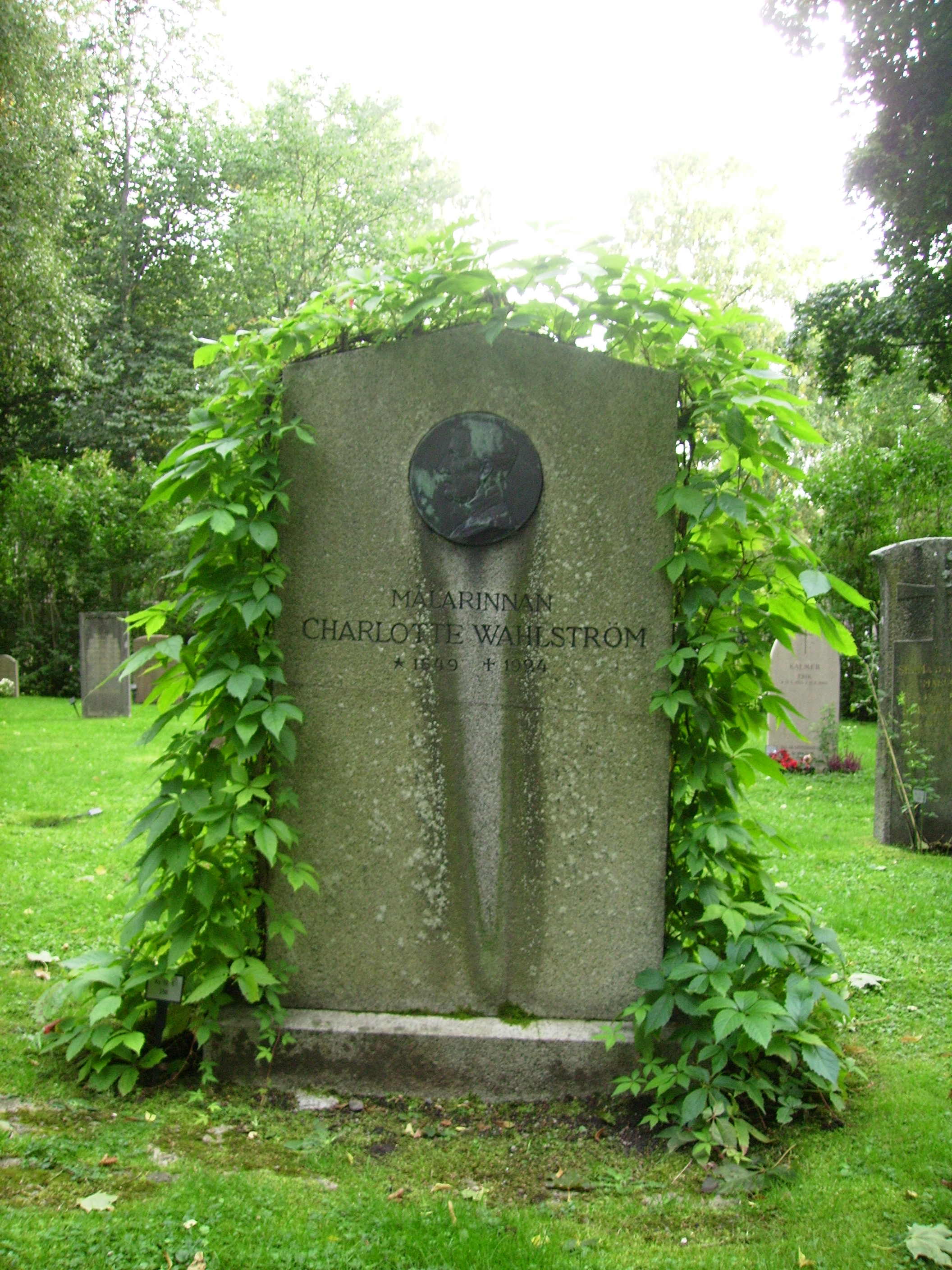
Wahlströms gravvård på Norra begravningsplatsen i Stockholm.

Charlotte Constance Wahlström, född 17 november 1849 i Svärta, Södermanland, död 22 februari 1924 i Stockholm, var en svensk målare. 

## Biografi
Charlotte Wahlström föddes som dotter till byggmästaren Anders Wahlström och Carolina Setterberg. Hon var systerdotter till stadsarkitekten i Vasa, Carl Axel Setterberg.
Wahlström studerade vid Konstakademien i Stockholm 1878–1883 där hon fick en kunglig medalj i landskapsmålning 1883. Hon åkte till Paris, Bretagne 1885 och senare till Tyskland, Nederländerna och Belgien för stipendiepengar. År 1889 tillbringade hon en period i konstnärskolonin i Barbizon. 
Hon tilldelades en bronsmedalj på Världsutställningen i Saint Louis 1904 i USA och tidskriften Iduns pris 1911. Hon medverkade i Konstakademiens utställningar 1885 och 1887 samt i en rad samlingsutställningar arrangerade av Sveriges allmänna konstförening, Svenska konstnärernas förening och Föreningen Svenska Konstnärinnor. Hon var representerad i Baltiska utställningen samt ett flertal utställningar i Köpenhamn och München. Hon målade koloristiskt framstående landskap ofta med motiv från Skåne, Värmland, Dalarna och Västkusten.  
Wahlström finns representerad vid bland annat Göteborgs konstmuseum, Nationalmuseum i Stockholm, Östergötlands museum, Malmö museum, Länsmuseet i Östersund och Örebro läns museum.

## Verk i urval

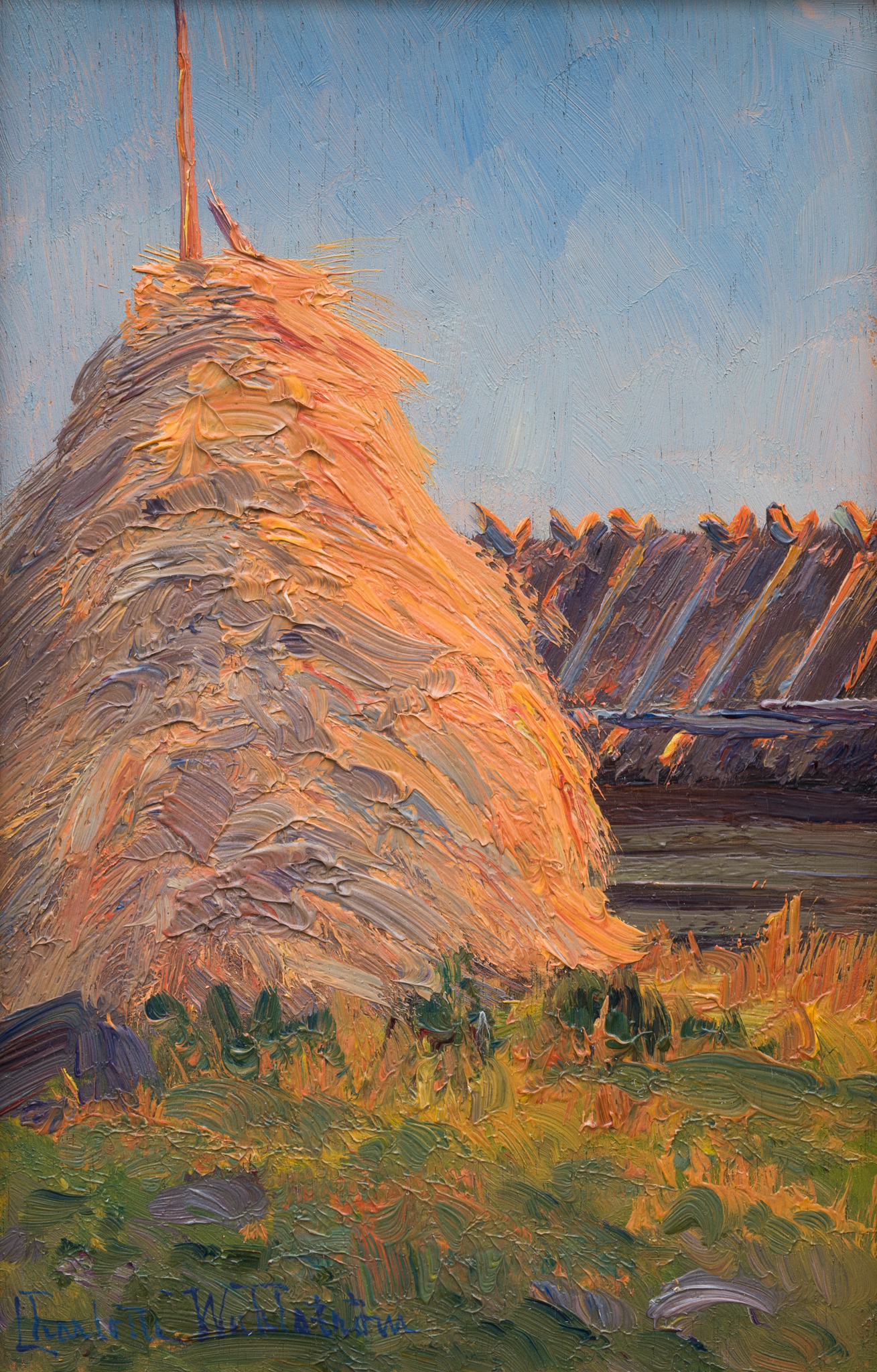
Höstack (c. 1895)
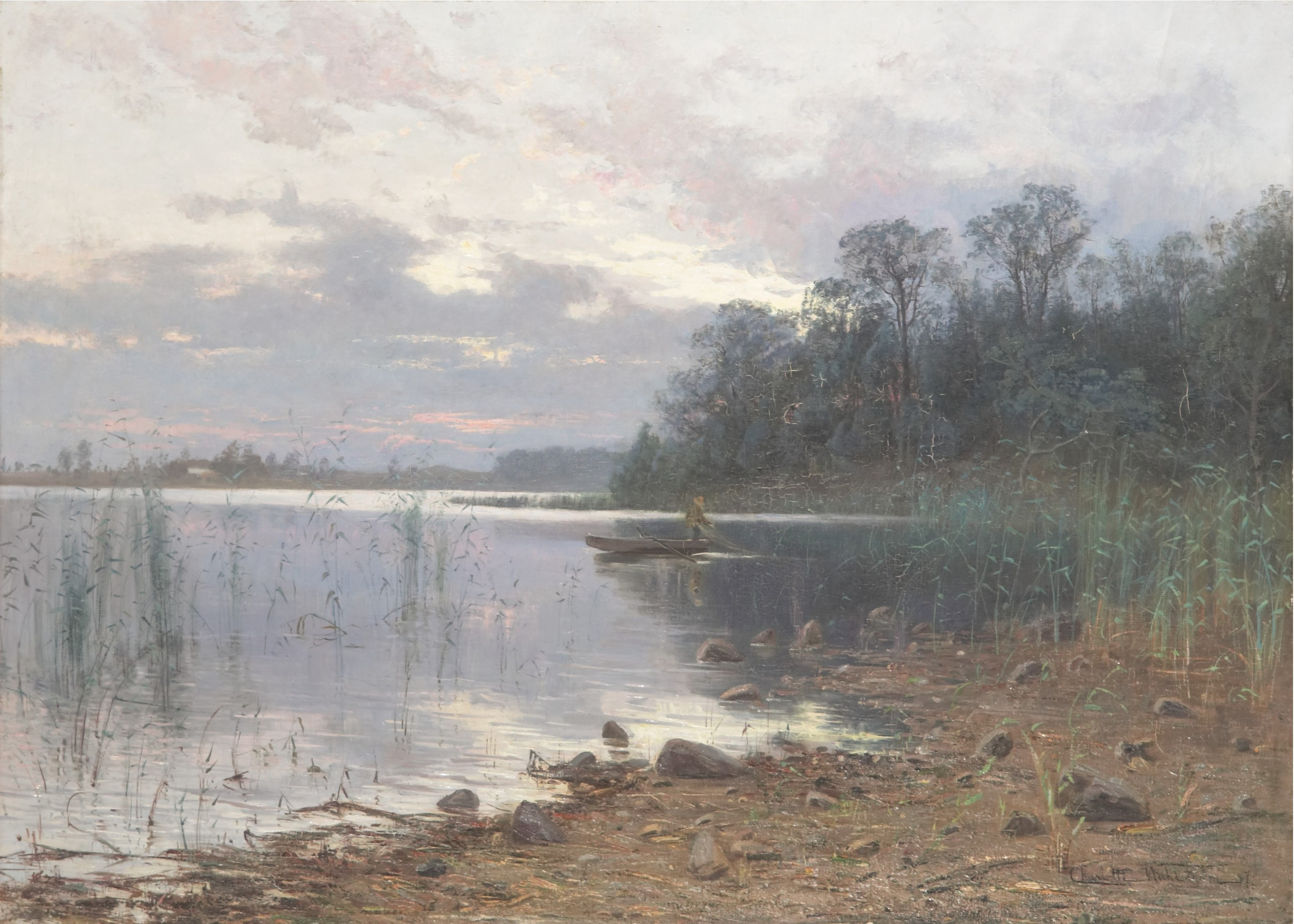
Insjölandskap i skymning (1887)
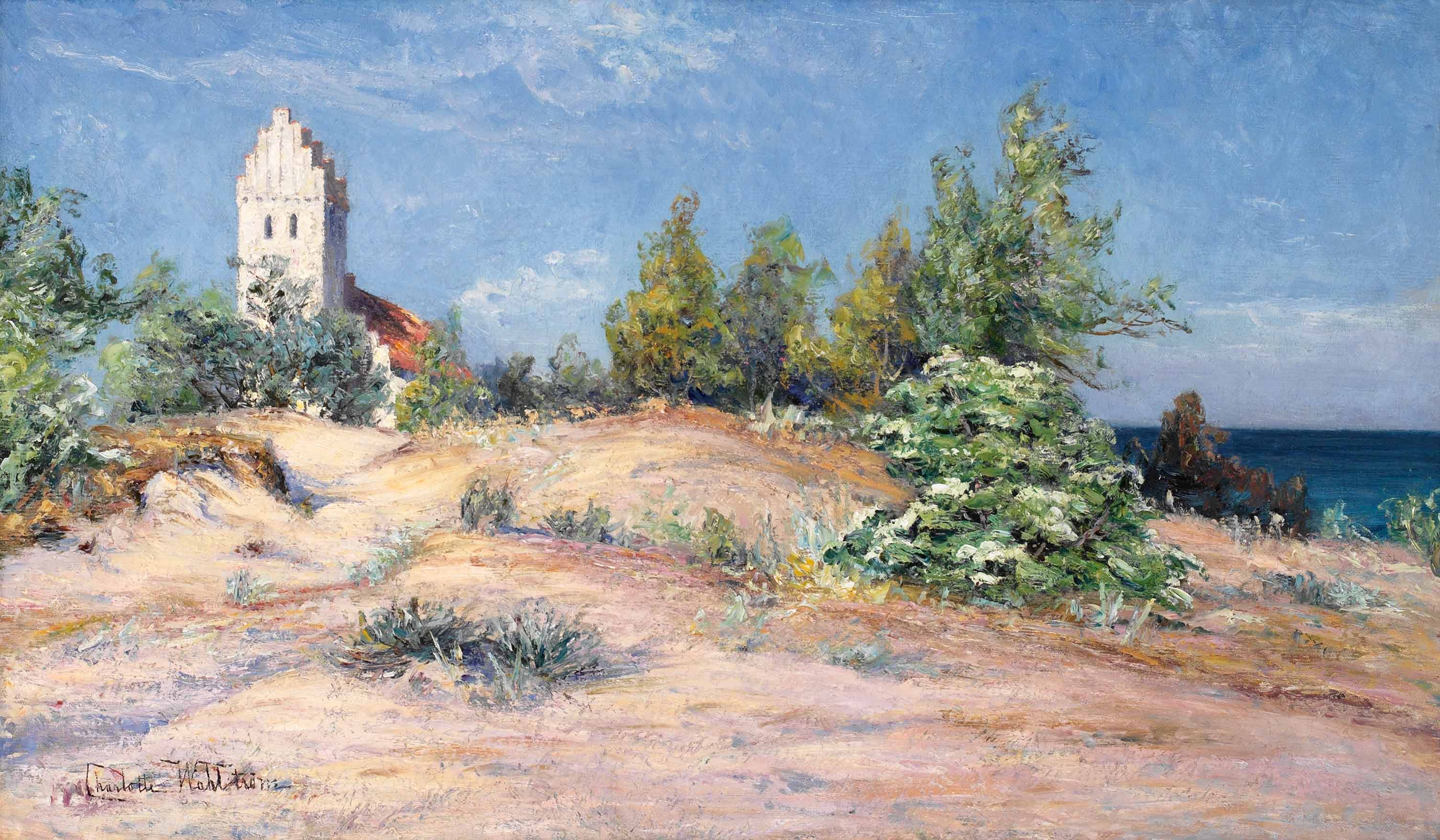
Sommarförmiddag, Falsterbo (u. å.)
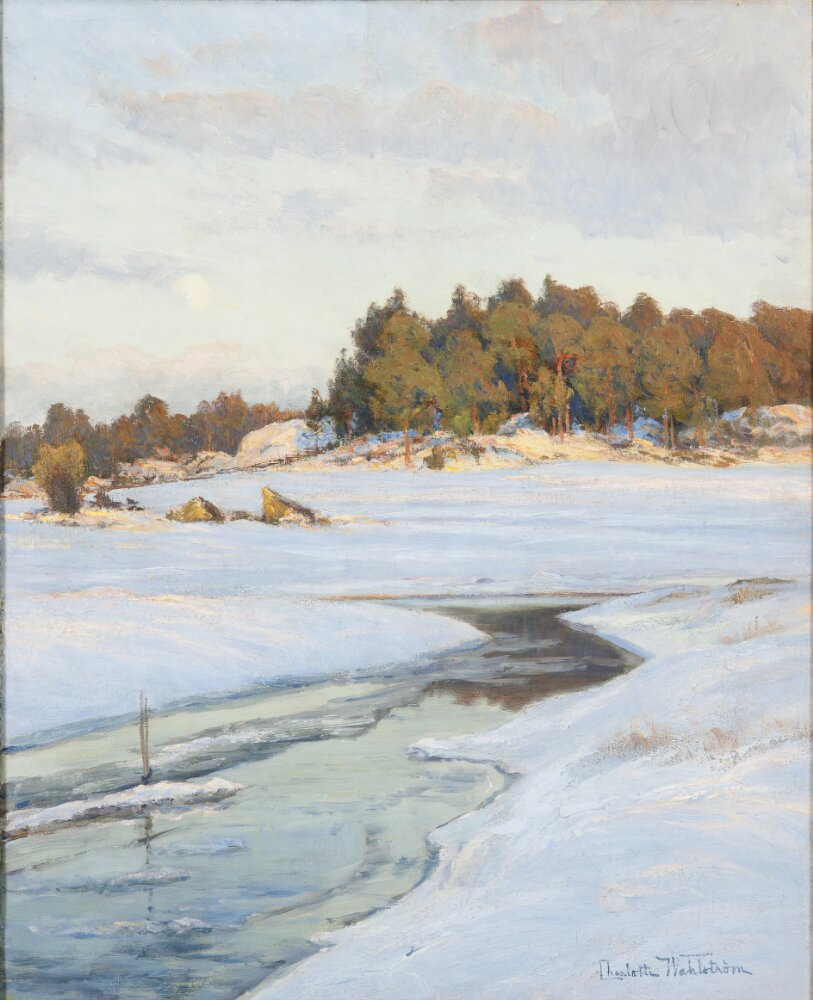
Marskväll (1906)

### Övriga källor
- Svenskt konstnärslexikon del V, sid 550, Allhems Förlag, Malmö. Libris 8390293